# Japón en los Juegos Olímpicos de Montreal 1976
Japón estuvo representado en los Juegos Olímpicos de Montreal 1976 por un total de 213 deportistas que compitieron en 20 deportes.  
El portador de la bandera en la ceremonia de apertura fue el jugador de voleibol Katsutoshi Nekoda.

## Medallistas
El equipo olímpico japonés obtuvo las siguientes medallas:
| Nombre                                                                   | Deporte            | Competición                  |
| ------------------------------------------------------------------------ | ------------------ | ---------------------------- |
| Oro                                                                      |                    |                              |
| Mitsuo Tsukahara                                                         | Gimnasia artística | Barra fija M                 |
| Sawao Kato                                                               | Gimnasia artística | Paralelas M                  |
| Shun Fujimoto Sawao Kato Hiroshi Kajiyama Mitsuo Tsukahara Eizo Kenmotsu | Gimnasia artística | Concurso completo por eqs. M |
| Isamu Sonoda                                                             | Judo               | –80 kg M                     |
| Kazuhiro Ninomiya                                                        | Judo               | –93 kg M                     |
| Haruki Uemura                                                            | Judo               | Clase abierta M              |
| Yuji Takada                                                              | Lucha libre        | 52 kg M                      |
| Jiichiro Date                                                            | Lucha libre        | 74 kg M                      |
| Equipo                                                                   | Voleibol           | Torneo F                     |
| Plata                                                                    |                    |                              |
| Sawao Kato                                                               | Gimnasia artística | Concurso completo ind. M     |
| Mitsuo Tsukahara                                                         | Gimnasia artística | Salto de potro M             |
| Eizo Kenmotsu                                                            | Gimnasia artística | Barra fija M                 |
| Eizo Kenmotsu                                                            | Gimnasia artística | Caballo con arcos M          |
| Koji Kuramoto                                                            | Judo               | –70 kg M                     |
| Hiroshi Michinaga                                                        | Tiro con arco      | Individual M                 |
| Bronce                                                                   |                    |                              |
| Mitsuo Tsukahara                                                         | Gimnasia artística | Concurso completo ind. M     |
| Mitsuo Tsukahara                                                         | Gimnasia artística | Paralelas M                  |
| Hiroshi Kajiyama                                                         | Gimnasia artística | Salto de potro M             |
| Kenkichi Ando                                                            | Halterofilia       | 56 kg M                      |
| Kazumasa Hirai                                                           | Halterofilia       | 60 kg M                      |
| Sumio Endo                                                               | Judo               | +93 kg M                     |
| Koichiro Hirayama                                                        | Lucha grecorromana | 52 kg M                      |
| Akira Kudo                                                               | Lucha libre        | 48 kg M                      |
| Masao Arai                                                               | Lucha libre        | 57 kg M                      |
| Yasaburo Sugawara                                                        | Lucha libre        | 68 kg M                      |